# 赤間清松
赤間 清松（あかま きよまつ、1935年3月4日 - 2018年9月）は、宮城県出身の元騎手・元調教師。
新潟県競馬の調教師赤間昭松は兄、新潟県競馬の調教師赤間松次は弟、金沢の調教師赤間亨は甥。
騎手時代の勝負服の登録服色は「胴緑、白星散らし」。

## 来歴
1935年3月に宮城県で生まれる。赤間の父は東北地方を拠点に活躍する地方競馬の騎手で、親族の大半がホースマンという競馬一家の環境だったため、自らも騎手を志した。
1957年に新潟競馬場からデビューし、間もなく東京の大井競馬場・小暮嘉久厩舎へ移籍する。小暮厩舎は数多くの名騎手を輩出した名門で、自らも小暮の厳しい指導のもとで鍛えられ、その才能が開花する。赤松は騎手時代に通算2885勝を挙げ、南関東において「大レースに滅法強い騎手」の元祖とも言える存在だった。なかでも東京ダービーは通算6勝と最多記録として2022年現在でも破られていない。その他にも羽田盃7勝、東京大賞典3勝なども最多記録で、騎手として一流の実績を築いた。
1983年に騎手を引退し（後述）、翌年からは調教師へ転身した。赤間は騎手時代から中央競馬を強く意識しており、調教師転身後も管理馬を積極的に中央競馬の地方招待レースへ出走させ、1991年には管理馬の一頭であるジョージモナークがオールカマーを制した。当時の規定では地方所属馬が中央で出走できるレースは非常に限られており、ジョージモナークがオールカマーを制したことは赤間にとって長年の夢が結実した瞬間だった。その後もジャパンカップ、フェブラリーステークスなどに管理馬を出走させ、地方競馬の代表的な調教師の一人として中央競馬のファンにも徐々に認識されていった。
2008年1月1日付けで調教師を勇退し、その後の消息は伝えられずほとんど分からない状況だったが、競馬の天才!における中田潤が担当のコーナーにおいて、2018年9月頃に逝去していたことが判明した。

### 赤間と東京ダービー

#### トキワタイヨウ
赤間の東京ダービー初制覇となったのは、1972年（第18回）のトキワタイヨウに騎乗してのものだった。当時のトキワタイヨウは負傷が原因で強い追い切りが出来ず、悪化させないよう慎重に調教を重ねた結果の勝利だっただけに、赤間の喜びも一入だったという。前走・羽田盃に続く連勝で、クラシック三冠制覇も夢ではないと思われたが、三冠目・東京王冠賞では不運にも落馬事故に巻き込まれた。

#### ゴールデンリボー
1975年（第21回）の東京ダービーを制したゴールデンリボー（フアラモンド産駒）では後にクラシック三冠制覇を達成するが、同年は中央競馬においても皐月賞・日本ダービーを逃げ切って勝利したカブラヤオーが二冠に輝いており、「フアラモンド産駒の当たり年」とも言われた。ゴールデンリボーは、トキワタイヨウと共に竹内調教師、吉永厩務員、赤間のトリオで手掛けた馬で、赤間と吉永の意見を汲み取って正確な判断を鋭く出す竹内に、赤間は絶対的な信頼を置いていた。
ゴールデンリボーは、クラシック三冠競走初戦の羽田盃において赤間のライバルである高橋三郎騎乗のバトルメントを2馬身ほど離して勝利すると、2戦目の東京ダービーにおいても前を行くバトルメントを交わして優勝、赤間に東京ダービー2勝目をもたらした。陣営の悲願である最終戦の東京王冠賞では、慎重さの中にも今度は行けるという手応えを感じており、レースでは当然の如くライバルのバトルメントを注視しつつ、3コーナーあたりで抜け出したバトルメントを見た赤間は、瞬時にゴールデンリボーを外に持ち出して4コーナーを大きく回り、直線の大外を選んで追走する。「並んでは抜けない相手ゆえに、大外の（ダートが）硬い箇所を選んだ」という赤間の頭脳プレーが冴え、トキワタイヨウの無念を晴らす三冠を達成した。赤間および陣営にとっても初の三冠達成で、ゴールデンリボーはヒカルタカイ（1967年）以来、史上2頭目の三冠馬となった。

#### サンコーモンド
1977年（第23回）の東京ダービー2日前に、赤間の師匠である小暮が逝去する。ダービー当日は生憎の雨となり、当日の1番人気は佐々木竹見が騎乗するタケノオーカンとなった。赤間が騎乗するサンコーモンドは、前走・羽田盃に臨んだ際に「テンで行く」という陣営の作戦通りに行かず、直線で止まってしまい敗れたのが評価を落とし、5番人気となっていた。だが赤間は、羽田盃で見せた強烈な末脚があれば勝利出来ると信じて疑わず、ダービー当日は竹内から「お前の好きなように行ってくれ」と任された。レースはタケノオーカンが出遅れるも最後方から追い、3コーナーから4コーナーにかけて後方から中断へポジションを上げる。そして最後の直線で追い上げ、ゴールから100m手前でタケノオーカン、トドロキリュウが競り合うすぐ後ろに付け、ゴール直前の僅か1mで先頭に出た。サンコーモンドがハナ差で制し、2着に高橋が騎乗するヒシアラスカが入った。小暮の教え子である赤間、高橋両者がワンツーフィニッシュを決め、1番人気だったタケノオーカンは5着に敗れた。
レース後のインタビューで、アナウンサーから小暮のことを聞かれると「先生に捧げたい…」と喉を詰まらせ嗚咽した。赤間の眼には涙が浮かび、場内からの拍手が鳴り止むことは無かった。

#### 最後の東京ダービー
赤間はその後、1979年（第25回）をソウルシヤトーで、1980年（第26回）をタカフジミノルでそれぞれ優勝して連覇を果たす。連覇の直後に父が危篤との知らせを受け、故郷・宮城県に戻った。そこで病床の父から「騎手会長なんか辞めろ。学（歴）の無いお前が他人の上に立って得意顔してはいけない」と言われ、父はその2日後に亡くなった。1982年にはホッカイドウ競馬の招待レースで騎乗した際に騎乗馬が柵を擦り、柵と馬体の間に自身の踝を挟み骨折するアクシデントに見舞われる。それが原因でレースに出走すること無く帰京することとなってしまい、赤間は「騎乗中の瞬間的な判断力が鈍っている」ことを自覚し、1983年に騎手引退を決意した。
同年が騎手として最後の東京ダービーとなったが、高橋のお手馬だったサンオーイの騎乗依頼が来た。前走の羽田盃を人気に応えて快勝したサンオーイは、東京ダービーでも先行するライバル・セレブレーションを羽田盃に続けて差し切って優勝し、赤間は引退する年に東京ダービー6勝目を挙げる金字塔を打ち立てた。

## エピソード
- 騎手時代の最晩年は減量に苦しみ、本来なら馬の飼い葉に混ぜるニンニク味噌を食事の主菜にしてどうにか凌いでいたという（東京シティ競馬中継でのインタビューの際の本人のコメント）。
- 調教師としては所属騎手だった内田博幸を南関東のトップジョッキーに育て上げたが、内田に対する指導の厳しさはかなりなもので、鉄拳制裁が日常茶飯事だったという。
- ジャパンカップ制覇を生涯の目標とし、地方代表としてジョージモナーク、ハシルショウグンで4年連続ジャパンカップに出走させるも、全て最下位に終わった。

## 成績

### 騎手時代
通算2885勝。おもな勝ち鞍は以下のとおり。
- 東京ダービー（6回）
- 羽田盃（7回）
- 東京王冠賞（1975年）
- 東京大賞典（3回）
- 川崎記念（2回）

### 調教師時代
地方競馬4345戦653勝（重賞36勝）、中央競馬21戦1勝（重賞1勝）。
おもな管理馬
- カウンテスアップ（川崎記念3回、東京大賞典など）
- タイヨウペガサス（南関東アラブ三冠）
- ジョージモナーク（オールカマー、関東盃）
- アエロプラーヌ（東京王冠賞、ダービーグランプリ、川崎記念）
- ドラールオウカン（東京大賞典、東京記念、ロジータ記念）
- ハシルショウグン（東京王冠賞、帝王賞、川崎記念、大井記念2回）
- オリオンザサンクス（ジャパンダートダービー、東京ダービー、羽田盃など）
- アインアイン（東京プリンセス賞、東京盃）